# Hermann Narten
Georg Hermann Carl Narten, auch Georg Hermann Narten  (* 17. Mai 1839 in Hannover; † 30. Mai 1916 ebenda), war ein deutscher Bildhauer, Architekt und Museumsleiter.

## Leben
Hermann Narten wurde als Sohn des Schlossermeisters und Brauers Wilhelm Johann Jacob Narten (1803–1845) in Hannover geboren. Seine Brüder waren die Architekten Adolf Narten (1842–1928) und Werner Narten (1832–1899).
Hermann Narten machte eine Bildhauerlehre bei Georg Hurtzig (1812–1856). Nach dessen Tod studierte er 1856 bis 1861 an der Polytechnischen Schule Hannover. 1861 bis 1864 war er im Atelier von Friedrich Wilhelm Dankberg in Berlin und an der dortigen Kunstakademie. 
Von 1864 bis 1888 führte er in Hannover ein eigenes Atelier. Er arbeitete für Conrad Wilhelm Hase an der Christuskirche und 1865/1866 für Edwin Oppler an der Innenausstattung der Marienburg. 
1877 bis 1888 war er im  Vorstand des Hannoverschen Künstlervereins und 1885 Mitbegründer des Hannoverschen Kunstgewerbevereins, wobei er am Aufbau der Sammlung für das Leibnizhaus mitwirkte. 1882 bis 1888 war er Lehrer an der Kunstgewerbeschule Hannover. 1887 arbeitete er in Köln bei seinem Studienfreund, dem Architekten Emil Schreiterer (1852–1923). 
Von 1888 bis 1910 war er in Oldenburg (Oldenburg) Direktor des Kunstgewerbemuseums und der kunstgewerblichen Zeichenschule. Im Jahr 1900 wurde Narten Mitglied der „Bauhütte zum weißen Blatt“. 1902 wurde ihm der Titel Professor verliehen. Er wohnte in der Gottorpstraße 28 in Oldenburg. Zu seinen Schülern in jener Stadt zählte Friedrich Schwarting (1883–1918). Ab 1912 wohnte er wieder in Hannover.
Hermann Narten war verheiratet mit Sophie Spehr (1850–1889) aus Braunschweig. Sie verstarb kurz nach der Geburt ihres Sohnes Enno Narten (1889–1973), der eine wichtige Persönlichkeit der frühen Wandervogel-Bewegung wurde.
Bestattet ist Hermann Narten auf dem Stadtfriedhof Engesohde in Hannover.